# خوتا (استان اشوی‌داشکسیه)
خوتا (به لهستانی: Huta) یک منطقهٔ مسکونی در لهستان است که در گمینا رادوشتسه واقع شده‌است. خوتا ۱۰۲ نفر جمعیت دارد.